# Wrestling (1892)
Wrestling é um filme mudo experimental estadunidense em curta-metragem de 1892, dirigido por William K.L. Dickson para o Edison Studios, de Thomas Edison. Trazia dois homens em uma luta de wrestling, mas hoje é considerado um filme perdido.